# Diego Lopes
Pour les articles homonymes, voir Diego López.
Diego Lopes da Silva, né le 30 décembre 1994 à Manaus (Brésil), est un pratiquant brésilien d'arts martiaux mixtes (MMA). Il combat actuellement dans la division des poids plumes de l'Ultimate Fighting Championship où il est classé 2ème au classement.

## Biographie

### Jeunesse
Diego Lopes naît à Manaus et grandit dans une famille de pratiquants de jiu-jitsu brésilien, son père et son oncle ayant notamment été formé par Oswaldo Alves. Lopes commence sa carrière en MMA après l'obtention de sa ceinture violette de jiu-jitsu brésilien, à 17 ans.
Il acquiert sa ceinture marron après s'être illustré dans un certain nombre de gala de jiu-jitsu brésilien et de MMA, et se voit offrir l'opportunité d'enseigner le jiu-jitsu brésilien au Mexique, à Cancún, avant d'ouvrir sa propre académie à Puebla.
En 2018, il rejoint le Lobo Gym MMA, à Guadalajara, où il reçoit les enseignements de Francisco Grasso, père d'Alexa Grasso.

### Carrière dans les arts martiaux mixtes

#### Parcours au sein de l'Ultimate Fighting Championship (2023-)
Diego Lopes dispute son premier combat au sein de l'UFC le 6 mai 2023 en guise de remplacement de Bryce Mitchell, blessé, face à Movsar Evloev, invaincu en seize combats. Outsider et en « short notice » de 5 jours, Diego Lopes s'incline via décision unanime mais impressionne et décroche son premier bonus de Combat de la soirée,.
Le 5 août 2023, Lopes décroche sa première victoire dans la fédération américaine en soumettant Gavin Tucker (en) avec une clé de bras en triangle au 1er round.
Le 11 novembre suivant, il vainc Pat Sabatini (en) via KO technique après 90 secondes de combat.
Le 13 avril 2024, lors de l'UFC 300, le Brésilien vient à bout de Sodiq Yusuff via KO technique en l'envoyant au tapis à l'aide d'un uppercut avant de lui asséner une série de coups de poing au sol.
Le 29 juin de la même année, Diego Lopes bat l'Américain Dan Ige (en) via décision unanime, lequel remplaçait Brian Ortega qui s'était retiré du combat, pour cause de maladie, le jour-même de l'affrontement.
Un combat contre Brian Ortega est replanifié pour le 14 septembre 2024 ; combat qui voit Lopes s'imposer par décision unanime et intégrer le top 3 de la division des poids plumes,.

## Palmarès en arts martiaux mixtes
| 33 combats     | 26 victoires | 7 défaites |
| Par KO         | 10           | 2          |
| Par soumission | 12           | 0          |
| Sur décision   | 4            | 5          |

| Résultat | Record | Adversaire            | Méthode          | Événement                          | Date          | Round | Temps | Lieu           | Notes                                                         |
| -------- | ------ | --------------------- | ---------------- | ---------------------------------- | ------------- | ----- | ----- | -------------- | ------------------------------------------------------------- |
| Défaite  | 26-7   | Alexander Volkanovski | Décision unanime | UFC 314 : Volkanovski contre Lopes | 12 avril 2025 | 5     | 5:00  | Miami, Floride | Pour le titre des poids plumes de l'UFC. Combat de la soirée. |